# سيجا جيم 1000
| أس جي 1000              | أس جي 3000  |
| أس جي 1000 مع يد التحكم | أس جي 3000  |
| أس جي 1000 مارك 2       | سيجا مارك 3 |
| أس جي 1000 مارك 2       | سيجا مارك 3 |

SG-1000 (إس جي 1000)، اختصاراً لعبارة سيچا غيم 1000 (Sega Game 1000)، هو نظام ألعاب فيديو أنتجته سيجا عام 1983، وهو أحد أجهزة الجيل الثاني لألعاب الفيديو. يمثل الجهاز البداية الفعلية لدخول شركة سيچا عالم أنظمة ألعاب الفيديو، والذي انتهى في عام 2001 مع جهاز دريم كاست. بالرغم من عدم شهرة الجهاز بشكل كبير، يعتبر SG-1000 القاعدة الأساسية التي بني عليها جهاز سيچا التالي وهو ماستر سيستم.

## تاريخ

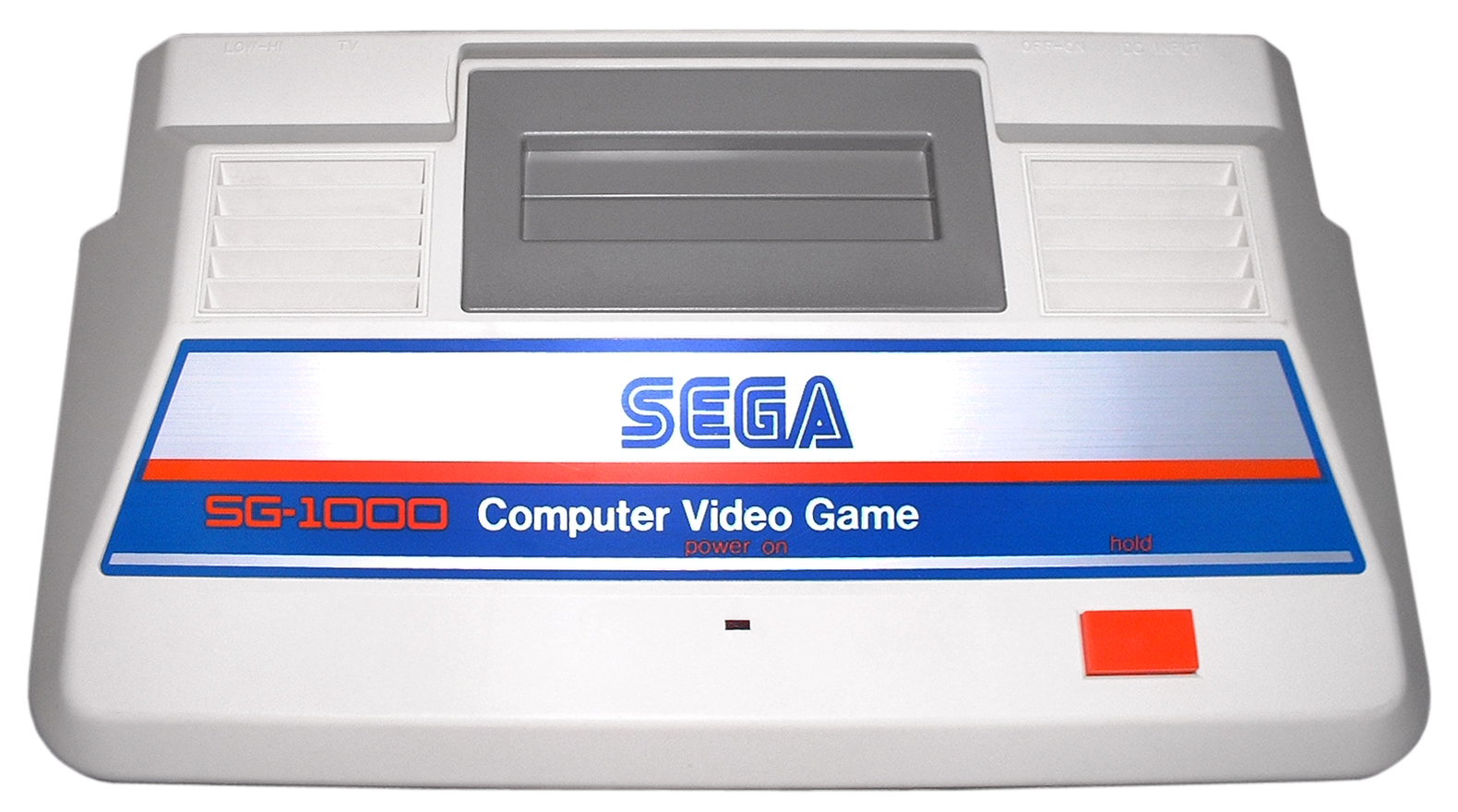
آس جی - 1000 وهی باختصار تسمية سیجا جیم 1000

أطلق جهاز SG-1000 والذي يعتبر أول نظام ألعاب فيديو لشركة سيچا في اليابان عام 1981 للتجربة، ولكن تم طرحه في الأسواق اليابانية في يوليو عام 1983 بسعر 15000 ين. لم يلقَ الجهاز نجاحاً كبيراً حينئذ. ومن ثم طرح في دول قارة آسيا عام 1985. وانتشر بعد ذلك في أستراليا، ونيوزيلندا، وإيطاليا، وإسبانيا، وجنوب أفريقيا. إلا أن الجهاز لم يصدر في قارة أمريكا الشمالية.
في يوليو عام 1984، تم إصدار نسخة مطورة من الجهاز تسمى SG-1000 مارك تو (SG-1000 Mark II) بسعر 15000 ين. وتم أيضاً إصدار نسخة مماثلة لتلك لجهاز الكمبيوتر تسمى SC-3000، وقد فاقت الجهاز الأصلي في المبيعات. النسخة الثالثة (مارك ثري أو Mark III) هي جهاز ماستر سيستم. الجدير بالذكر أن إصداراً رابعاً خاصاً صدر في تايوان، وهي تشابه إلى حد بعيد ماستر سيستم تو (Master System II).